# ハバネロ
ハバネロ（西: chile habanero、英: Habanero chilli、学名：Capsicum chinense）はトウガラシ属の植物の一種で、カプシクム・キネンセの品種の一つ。実の大きさは2 - 6センチメートル。名称はハバナにちなみ、スペイン語では"H"を発音しないためチレ・アバネロとなる。
ハバネロの熟す前の実は緑色だが、熟すると様々な色に変わる。最も一般的なのはオレンジ色だが、白、ブラウン、ピンクなどもみられる。

## 概要

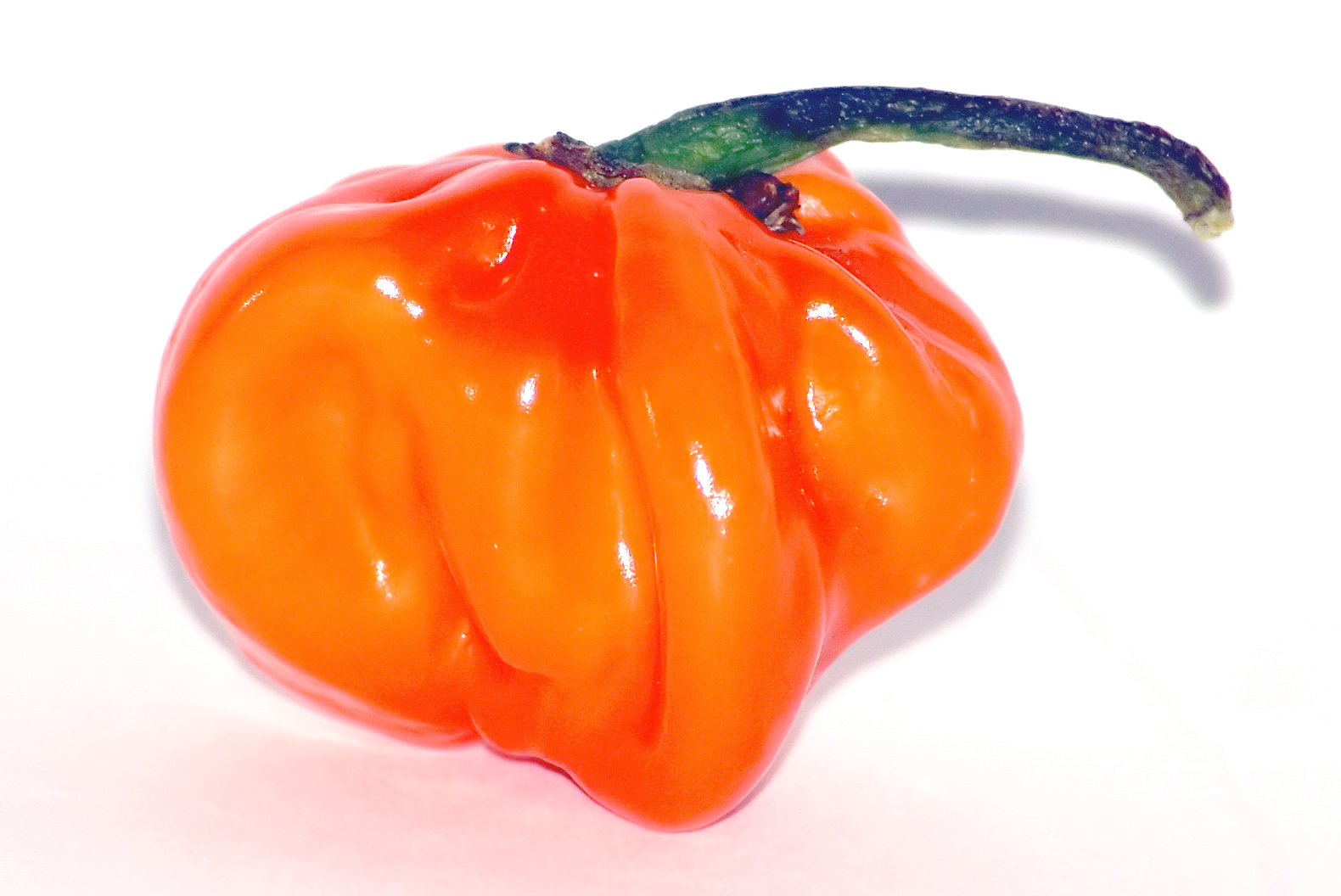
ハバネロの実

ハバネロの辛さはおよそ300,000スコヴィル（辛さの単位）で、ギネスブックにはGNS Spices Inc. が1994年に申請した最高記録として577,000スコヴィルが掲載されている。その起源は中央アメリカから南アメリカで、アマゾン盆地かその近くの沿岸部である確率が最も高いと考えられており、そこからユカタン半島に伝わったようである。ユカタンでは現在年に1500トンが生産されており、その他の産地としてブラジル、コスタリカ、ベリーズ、アメリカ（テキサス州、アイダホ州、カリフォルニア州）がある。
ハバネロは単に猛烈に辛いだけでなく、柑橘系のフルーティーな香りがある。したがってハバネロは鳥、牛肉料理やカレーなどに用いることにより、料理全体の食味を向上させることができる。逆に日本食のうどんなどの淡白な風味の料理に用いるとハバネロの風味が勝るために使用には注意を要する。日本では東ハトがスナック菓子「暴君ハバネロ」を2003年に発売し、第一次激辛ブームの80年代(1984年～87年)以来、本商品が第二次激辛ブームの発端となり、急激に知名度が上がった。
ハバネロがギネスブックに登録されて以降、ハバネロよりも遥かに辛いトウガラシが品種改良などにより作出された。2006年12月にエスビー食品が開発した品種「SBカプマックス」が、2007年2月にはインド・バングラデシュ産のキネンセ種の一つブート・ジョロキアが世界一辛いトウガラシとしてギネスブックに認定された。また、SBカプマックス以前にギネス記録とされていた、ハバネロから選抜改良されたレッドサビナ種（Red Savina pepper）も、従来のハバネロより2 - 3倍程度スコヴィル値が高いとされている。現在では、2023年に登録されたペッパーXがギネスブックに世界一辛い唐辛子として登録されている。
激烈な刺激性を持っているため、飛沫したハバネロの汁が眼やその周辺、鼻、耳、皮膚の弱い部分等に付着、それを放置すると火傷のように爛れる恐れがあるので、すぐに水で洗い流す必要がある。従って、調理の際には手袋やゴーグルを着用する事が望ましい。
ハバネロ等唐辛子を使った料理には、含有されているカプサイシンの効果により脂肪を燃やす働きがあり“やせる”と考えられることもあるものの、まだ明確な根拠は示されていない。「ハバネロ料理」又はスパイスとしてハバネロが用いられている料理には肉類やコーン類・油脂等総合的に見れば高カロリーになっているものもあるので注意が必要。
近年、テキサス州の研究者がユカタン半島の辛いハバネロとボリビアの辛くないキネンセ種を掛け合わせ、風味はハバネロそのものだが、辛味のない唐辛子を作出した。

## 栽培
日本国内における栽培は、野菜の中でも比較的容易である。国内で栽培する場合は一年草として扱うが、室内栽培であれば比較的容易に越冬させられる（以下に示した月数は東京を基準としている）。
1. 育苗 4月初めから5月初め
木箱などに腐葉土と黒土、パーライトを混ぜて10センチ間隔程度で種を播き、嫌光性種子であるため軽く土を被せる。日当たりの良い窓辺、ビニールハウスなどに置いて、地温が昼間25度夜間17度を超えるようにする。発芽したら幾分風通しを良くし、本葉5 - 6枚程度にまで育てる。この際、緑色が濃く、茎がしっかりした苗以外は間引いておく。
2. 定植 5月中
育苗したら、畑の場合0.5m間隔ぐらいに植える。鉢の場合、7 - 8号鉢以上に植え、日当たりの良い所に置く。腐植質をしっかりと混ぜて、かつ水はけを良くしておく。元肥も一般的な野菜よりやや多めにすれば収量も多くなるが、もともと強い植物なのでそれほど気を使わなくても良い。
3. 仕立て 6月終わりから7月初め
特に仕立てを行わない場合には草丈100 - 120cm程度に生長する。しかしハバネロを含むトウガラシの仲間は根が浅く、そのまま栽培すると倒伏しやすくなるため、高さが60cmを超えたら頂芽を摘芯して脇芽3本を生育させるようにする。こうすると、最終的な開花数が増えて収量も増える。だいたい摘芯する頃に開花が始まる。
4. 開花と着果 7月の中頃から9月の終わり
側枝の分岐点より複数の花芽を伸ばし、下向きの白い花を咲かせる。自家受粉する。いったん開花し始めると、1ヶ月ほどの間にかけて次々に開花し、3つの花に1つずつぐらい実がつく。摘果する必要はない。実は、初めは綺麗な緑色をしているが、着果後25 - 40日をかけて成熟した後、緑色からやや黄色みがかった橙色に色が変わる。実の色が変わり始めてから完全に橙色になるまでに要する時間は1 - 2日。だいたい10月の終わり頃まで収穫できる。
5. 病害虫
果実は極めて刺激が強いが、葉や茎には刺激がなく、アブラムシ、カタツムリ（ナメクジ）、アザミウマ、ヨトウムシ、タバコガ、チャノホコリダニ、コナジラミ等の食害を受ける。カタツムリやナメクジは成熟した果実をも食害する。これら害虫の中でも特にアブラムシやアザミウマはモザイク病を媒介し、致命的な損害を与える事がある。同様に、タバコもモザイク病の感染源となるため、タバコの吸殻を用いた害虫忌避剤は他のナス科植物と同じく使用することができない。他、うどん粉病など、ナス科植物に発生しうる多くの病気がハバネロにも発生する。